# پیر فردیناندو کاسینی
پیر فردیناندو کاسینی (انگلیسی: Pier Ferdinando Casini؛ زادهٔ ۳ دسامبر ۱۹۵۵) یک سیاست‌مدار اهل ایتالیا است.
او از ۳۱ می ۲۰۰۱ تا ۲۹ آوریل ۲۰۰۶ رئیس مجلس نمایندگان ایتالیا بود.